# Conestoga

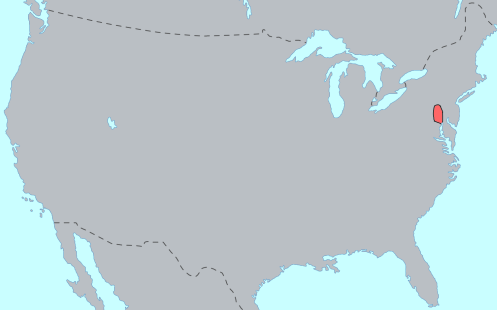
Territorio de los conestoga.

Los conestoga fueron una tribu iroquesa, cuyo nombre procede de Kanastoge, nombre de una de sus villas ubicada en la actual Pensilvania (Estados Unidos). También eran llamados Susquehannock, que procede del algonquino y significa "gente del río fangoso", o andaste. Vivían a lo largo de la bahía de Chesapeake. En 1608 eran unos 8 000 individuos, los últimos 20 fueron asesinados en 1763. Vivían en ciudades fortificadas, como la Confederación Iroquesa, eran agricultores semisedentarios, y se cree que su nombre quizá agrupó una confederación de tribus, ya que aglutinó numerosas subtribus y clanes. 
Fueron visitados por primera vez por europeos por John Smith en 1608, quien los describió como altos, fuertes y eficientes. Hacia 1663 sus villas eran defendidas por pequeños cañones, ya que a menudo eran atacados por los iroqueses, que emprendían guerras de desgaste. Los franceses los denominaron andaste, nombre que proviene del que les daban los hurones, Andastoerrhonon, y los neerlandeses minqua, que quiere decir "traicionero".
Fueron diezmados numéricamente por las enfermedades de los blancos y los ataques de los colonos e iroqueses. En 1675 fueron derrotados por las Cinco Naciones y hubieron de trasladarse al Norte y al Oeste, sitiados por ingleses e iroqueses. En 1682 firmaron un tratado con William Penn y les permitieron vivir en parte de sus tierras de Pensilvania.
En 1776 participaron en la llamada Guerra de Bacon por la política del tráfico de pieles. Entonces se dividieron en dos grupos: uno se unió y fundió con los iroqueses, y el otro se estableció en el condado de Lancaster y se uniría a la revuelta de Pontiac. Los que se fueron con los iroqueses se unirían con los oneida. Los otros quedaron independientes, y los 20 últimos supervivientes fueron exterminados en 1763 por un grupo de fanáticos, los Paxton Boys, a causa de la rebelión india en Pensilvania.

## Carreta
El nombre de conestoga es muy famoso en el proceso de avance estadounidense hacia los territorios del oeste: la conquista del Oeste se realizó fundamentalmente con las famosas carretas "Conestoga" (Conestoga Wagon, en inglés), llamadas así porque se construyeron en el condado de Lancaster del sureste de Pensilvania, donde vivía este grupo indígena norteamericano. Eran grandes y pesadas, con un toldo y eran tiradas, por lo general, por un tiro de mulas. En la población de Ephrata Cloister hay un museo sobre este tipo de carretas y su importancia en la historia de Estados Unidos.